# بوينغ 307 ستراتولاينر
بوينغ 307 ستراتولاينر (بالإنجليزية: Boeing 307 Stratoliner)‏ هي طائرة خطوط جوية بأربع محركات أنتجت في الولايات المتحدة. من صناعة بوينغ. كانت تستخدم بشكل أساسي من قبل خطوط عبر العالم الجوية. كان أول طيران لها في 31 ديسمبر 1938. دخلت الخدمة في 8 يوليو 1940، انتهت خدمتها في 1975. صنع منها 10 طائرة، وسعر الطائرة الواحدة منها هو 315,000 دولار.
كانت بوينغ طراز 307 Stratoliner أول طائرة نقل تجارية لتدخل الخدمة مع المقصورة الضغط. سمحت هذه الميزة الطائرة في رحلة بحرية على ارتفاع 20,000 قدم (6,000 م)، أعلى بكثير من العديد من الاضطرابات الجوية. كان الفرق الضغط 2.5 رطل (17 كيلو باسكال)، وذلك في 14,700 قدم (4,480 م) كان ارتفاع المقصورة 8,000 قدم (2,440 م). كان الموديل 307 قدرة لطاقم من خمسة و33 راكبا. وكان المقصورة ما يقرب من 12 قدم (3.6 متر) عبر. وكانت هذه الطائرات البرية الأولى لتشمل مهندس الطيران كعضو طاقم (قد شملت عدة زوارق ترفع موقف مهندس الطيران في وقت سابق).

## المستخدمون
- خطوط عبر العالم الجوية
- خطوط بان أمريكان العالمية